# Antonio Sabàto

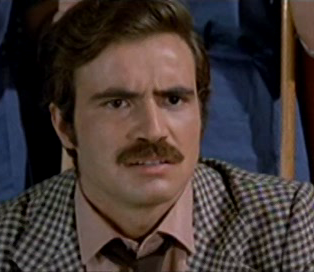
Antonio Sabato, 1973

Antonio Sabàto (* 2. April 1943 in Montelepre, Sizilien, Italien; † 10. Januar 2021 in Hemet, Kalifornien, Vereinigte Staaten) war ein italienischer Schauspieler.

## Leben und Karriere
Seinen ersten größeren Filmauftritt hatte Sabato 1966 in John Frankenheimers Grand Prix in der Rolle des Nino Barlini. Zuvor war er nur in Lo scandalo aus dem gleichen Jahr zu sehen gewesen. Bald darauf spielte er in einigen Italowestern und dann ab den 1970ern in italienischen Kriminalfilmen.
Mitte der 1980er Jahre migrierte er gemeinsam mit seiner Familie in die Vereinigten Staaten.
Sabàto starb am 10. Januar 2021 an den Folgen von COVID-19.
Seine Tochter Simonne Sabato und sein Sohn Antonio Sabato Jr. sind ebenfalls als Schauspieler tätig.

## Filmografie (Auswahl)
- 1966: Grand Prix (Grand Prix)
- 1967: Die gnadenlosen Zwei (Odio per odio)
- 1968: Drei ausgekochte Halunken (I tre che sconvolsero il West (Vado, vedo e sparo))
- 1968: Die letzte Rechnung zahlst du selbst (Al di là della legge)
- 1968: Barbarella (Barbarella)
- 1968: Zweimal Judas (Due volte Giuda)
- 1969: Die Nonne von Monza (La monaca di Monza)
- 1969: Die Freundin war immer dabei (Certo, certissimo, anzi... probabile)
- 1970: Das Gesetz des Schweigens (E venne il giorno dei limoni neri)
- 1971: Als die Frauen das Bett erfanden (Quando gli uomini armarono la clava e… con le donne fecero din-don)
- 1971: Das Auge der Spinne (L'occhio del ragno)
- 1972: Das Rätsel des silbernen Halbmonds (Sette orchidee macchiate di rosso)
- 1972: Fünf Klumpen Gold (Tutti fratelli nel West… per parte di padre)
- 1972: Rache in El Paso (I senza Dio)
- 1974: Zwei Schlitzohren in der gelben Hölle  (Questa volta ti faccio ricco!)
- 1976: Blutiger Schweiß (Poliziotti violenti)
- 1977: Killer Imperium (Ritornano quelli della calibro 38)
- 1978: Krieg der Roboter (La guerra dei robot)
- 1979: Der große Kampf des Syndikats (I contrabbandieri di Santa Lucia)
- 1983: The Riffs II – Flucht aus der Bronx (Fuga dal Bronx)
- 1983: Thunder (Thunder)
- 1984: Tuareg – Die tödliche Spur (Tuareg – Il guerriero del deserto) – Regie: Enzo G. Castellari
- 1985: Hungrige Skorpione (Squadra selvaggia) – Regie: Umberto Lenzi
- 1988: Bye Bye Vietnam
- 1997: High Voltage – Tödliche Bande (High Voltage) – Regie: Isaac Florentine
- 2003: Wasabi Tuna
- 2006: Reich und Schön (The Bold and the Beautiful)